# Zoologica Scripta
«Zoologica Scripta» (англ. An International Journal of Systematic Zoology) — міжнародний зоологічний науковий журнал для публікації результатів наукових досліджень в галузі систематики тварин і суміжних наук.

## Історія
Видається на паях Норвезькою Академією наук (Norwegian Academy of Science and Letters) і Королівською шведською Академією наук (Royal Swedish Academy of Sciences).
На початок 2010 року було опубліковано 39 томів.
Головний редактор Per Sundberg (Department of Zoology, University of Göteborg, PO Box 463, SE-405 30, Göteborg, Sweden)

## Тематика
Журнал публікує емпіричні, теоретичні і методологічні статті, огляди, коментарі, дебати і відповіді, які стосуються зоологічної різноманітності і систематики в еволюційному контексті. Перевага надається дослідженням у галузях філогенії, біогеографії, молекулярної біології і палеонтології.

## ISSN
- ISSN 0300-3256 (print)
- Online ISSN 1463-6409

## Ресурси Інтернету
- http://www.wiley.com/bw/journal.asp?ref=0300-3256 [Архівовано 8 червня 2011 у Wayback Machine.]
- Огляд нових випусків журналу(англ.)